# Andrés Salinas
Andrés Salinas (Cali, Valle del Cauca, Colombia; 11 de junio de 1986) es un exfutbolista colombiano. Jugaba como defensor central.

## Trayectoria
Realizó las divisiones inferiores en Millonarios y fue ascendido a la plantilla profesional en enero de 2007; participando con Millonarios en el Torneo Internacional Copa Ciudad de Santa Fe en la ciudad de Santa Fe, Argentina.
Anotó su primer gol con al camiseta embajadora el 31 de octubre de 2007 en la 15a. Fecha de Torneo Finalización 2007 enfrentando al Boyacá Chicó en el Estadio Nemesio Camacho El Campín encuentro que finalizó con victoria para el club embajador (2:1).
Después de negociaciones con la dirigencia del Real Cartagena, Millonarios cedió en calidad de préstamo por un año sin opción de compra al defensa central Andrés Salinas, quien ascendiera a la división profesional hace tres años, está satisfecho con su paso a las toldas del recién ascendido a donde va para ser titular. “Quiero jugar, adquirir mayor experiencia y eso me lo brinda el Cartagena”, afirmó Salinas quien en los primeros días de enero comenzaría trabajos con el conjunto de la heroica de cara a la temporada 2009. No obstante, el jugador no sería más tenido en cuenta por el técnico Hubert Bodhert para el segundo semestre de 2009, por lo que Salinas salió del Real Cartagena.
A inicios de 2011, fue fichado por el equipo peruano Inti Gas de Ayacucho. Para la temporada siguiente, se mantuvo en el Perú, aunque esta vez se trasladó a Chimbote para jugar por el recién ascendido José Gálvez.
Para la Temporada 2014 fue fichado por el equipo Colombiano Patriotas para reforzar la zona defensiva, club en el que debutó con gol el 5 de abril de 2014 frente al Envigado FC por la fecha 15 de la Liga Colombiana.

## Clubes
| Club                   | País     | Años        |
| ---------------------- | -------- | ----------- |
| Millonarios            | Colombia | 2007 - 2008 |
| Real Cartagena         | Colombia | 2009        |
| Inti Gas               | Perú     | 2011        |
| José Gálvez            | Perú     | 2012 - 2013 |
| Patriotas Boyacá       | Colombia | 2014        |
| Universitario de Pando | Bolivia  | 2014        |

## Palmarés

### Campeonatos nacionales
| Título          | Club        | País | Año  |
| --------------- | ----------- | ---- | ---- |
| Copa Federación | José Gálvez | Perú | 2012 |